# Петровка (Херсонский район)
Петровка (укр. Петрівка) — село в Херсонской городской общине Херсонского района Херсонской области Украины.
Почтовый индекс — 73482. Телефонный код — 552.

## Население
Население по переписи 2001 года составляло 358 человек.

### Языковой состав
Родной язык населения по данным переписи 2001 года:
| Язык       | Численность, чел. | Доля     |
| ---------- | ----------------- | -------- |
| Украинский | 329               | 91,90 %  |
| Русский    | 28                | 7,82 %   |
| Другое     | 1                 | 0,28 %   |
| Итого      | 358               | 100,00 % |